# Elektriciteitscentrale STEAG Herne
De STEAG elektriciteitscentrale Herne is een steenkoolgestookte thermische centrale van STEAG te Herne, Noordrijn-Westfalen, Duitsland. De in 1962 gestichte centrale heeft een vermogen van 950 MW.
In de jaren 80 werd een vierde eenheid gebouwd, boven op de drie oudere. Ook werden de koeltoren en de 300m-hoge schoorsteen opgetrokken, dewelke het uitzicht van de centrale domineren. De centrale produceert jaarlijks 5.2 miljard kWh aan elektriciteit en 800 miljoen kWh aan stadsverwarming. Hiervoor is ong 2.0 miljoen ton steenkool nodig.
| blok   | Vermogen | Inbedrijfname | Stillegging |
| ------ | -------- | ------------- | ----------- |
| blok 1 | 150 MW   | 1962          | 2000        |
| blok 2 | 150 MW   | 1962          | 2014        |
| blok 3 | 280 MW   | 1966          | 2017        |
| blok 4 | 449 MW   | 1989          |             |